# Скляний замок (книга)
«Скляний замок» — мемуари 2005 року американської письменниці Джанетт Воллс. Авторка розповідає про своє нещасливе та кочове, проте яскраве виховання, наголошуючи на своїй стійкості. Попри недоліки її сім'ї, їхня любов одне до одного та унікальний погляд на життя дозволили Джанетт створити успішне власне життя, кульмінацією якого стала кар'єра журналістки в Нью-Йорку. Назва книги вказує на головну невиконану обіцянку її батька побудувати будинок своєї мрії для сім'ї: скляний замок.
«Скляний замок» отримав широку читацьку аудиторію та позитивні відгуки критиків за збалансований погляд Воллс на позитивні та негативні моменти її дитинства. Його використовували в навчальній програмі початкових шкіл Північної Америки, що призвело до певних суперечок, оскільки «Скляний замок» був зазначений під номером 9 у списку 10 найпроблемніших книг Управління інтелектуальної свободи у 2012 році Відзначені причини оскарження книги включають її «ненормативну лексику» та «сцени відверто непристойного характеру».
Мемуари понад 260 тижнів перебували в списку бестселерів The New York Times і залишалися в списку бестселерів документальної літератури в м'якій палітурці до 10 жовтня 2018 року, протримавшись 440 тижнів. До кінця 2007 року «Скляний замок» отримав багато нагород, зокрема премію Крістофера, премію Алекса від Американської бібліотечної асоціації (2006) і премію "Книги для кращого життя ".
«Скляний замок» був екранізований як повнометражний фільм, який вийшов влітку 2017 року з Брі Ларсон у ролі Джаннетт Воллс.

## Нагороди
Скляний замок отримав такі нагороди:
- Премія Алекса Американської бібліотечної асоціації (ALA) (2006)[9]
- Номінант на премію Лінкольна (2008)[10]
- ALA Outstanding Books for the College Bound and Lifelong Learners (2009)[11]

## Екранізація
Paramount купив права на фільм «Скляний замок» і в жовтні 2015 року оголосив, що актриса Брі Ларсон зіграє Джаннетт Воллс в екранізації. У серпні 2014 року було оголошено, що режисером стане Дестін Деніел Креттон. Наомі Воттс і Вуді Гаррельсон зіграли Роуз Мері і Рекса Воллса відповідно, а продюсером став Гіл Неттер. Знімання почали 20 травня 2016 року в Велчі, Західна Вірджинія. Фільм вийшов 11 серпня 2017 року, отримавши змішані відгуки, які вихваляли високу акторську гру та відзначали загальний нерівний тон фільму. Він має рейтинг 51 % на RottenTomatoes.com.